# 欧易
欧易（原名OKEx）是一家数字资产交易平台，包括加密货币交易、衍生品交易、去中心化金融（DeFi）产品以及Web3生态服务。该交易所由徐明星于2017年创办，并于2023年担任首席执行官。
2021年2月2日，该交易所正式启用中文名“欧易”。2022年1月，OKEx更名为OKX，总部位于新加坡，在马耳他、迪拜、澳大利亚等地设有分支机构，并持有迪拜VASP牌照、澳大利亚AFS牌照等监管许可。

## 发展历程
2017年5月，OKEx正式成立，开始为用户提供数字资产交易服务。
2017年9月，OKEx推出期货合约交易，成为全球首批提供加密货币衍生品交易的平台之一。
2018年，OKEx在马耳他注册成立，并响应该国提出的《虚拟金融资产法》（VFA），成为首批申请当地合规牌照的加密企业之一。同年，OKEx推出永续合约。
2018年6月，欧易推出加密货币交易所白标服务，成为该领域的主要提供商之一。根据其要求，申请者需具备丰富的行业经验，并维持至少250万美元的账户余额。
2021年2月，正式启用中文品牌名“欧易”。
2022年1月，OKEx更名为OKX。根据官方解释，去掉“Ex”（即 Exchange，交易所）意在强调平台已不仅限于撮合买卖，而是希望构建涵盖交易、资产管理、Web3 工具、开发者支持等更广义的区块链入口（X）。
2022年6月，欧易（OKX）推出Web3钱包，集成多链资产管理、DApp交互及NFT交易功能。
2022年11月，随着FTX暴雷潮引发的币圈信任危机持续发酵，以币安、欧易为首的头部交易所均发布储备金证明。据2023年1月欧易交易所发布的储备证明报告显示，其拥有所有大型加密货币交易所中最大的清洁资产储备。资产的清洁度是 CryptoQuant 开发的一个指标，用于衡量交易所对其原生代币的依赖程度。
2024年1月，欧易（OKX）中东获迪拜虚拟资产监管局（VARA）颁发虚拟资产服务提供商（VASP）牌照。该牌照在满足所有合规要求后，于同年10月通过完整运营许可证，允许欧易（OKX）中东为机构与合资格零售客户提供受监管的虚拟资产交易服务，包括现货交易。2025年7月，欧易（OKX）在迪拜虚拟资产监管局（VARA）试点框架范畴下，进一步推出面向零售用户的加密衍生品服务，允许合格用户以最高5倍杠杆交易期货、永续合约等产品。
2024年9月，欧易（OKX）新加坡分公司获得新加坡金融管理局（MAS）颁发的主要付款机构执照（Major Payment Institution License），获准在新加坡提供数字支付代币服务及跨境汇款服务，包括加密货币现货交易。